# Бондаренко, Владимир Петрович (учёный)
Владимир Петрович Бондаренко (19 января 1939 — 29 октября 2020) — учёный в области материаловедения, доктор технических наук (1988), член-корреспондент НАНУ (1992). Область научных интересов: теоретические основы создания и технологии производства композиционных материалов на основе тугоплавких соединений и сверхтвердых материалов. Разработал новое оборудование и оснастку для промышленного производства твердосплавных деталей для аппаратов высокого давления, подшипников скольжения, бурового инструмента.

## Деятельность
- В 1961 окончил Киевский политехнический институт (НТУУ «КПИ»), инженер по специальности «Материаловедение, оборудование и технология термической обработки металлов».
- С 1961—1965 работал инженером в Институте сверхтвердых материалов НАНУ.
- 1965—1968 — аспирантура НТУУ «КПИ» по специальности «Порошковая металлургия».
- 1968 — присуждение ученой степени кандидата технических наук.
- С 1969-наст. время — м.н.с., с.н.с., зав. отделом «Технологии твердых сплавов и композиционных структурированных материалов» ИСМ НАНУ.
- 1988 — присуждение ученой степени доктора технических наук.
- 1989—2006 — зам. директора ИСМ НАНУ по научной работе.
- 1991 — академик Академии инженерных наук Украины.
- 1992 — член-корреспондент АН Украины.
- 2005 — профессор по специальности «Материаловедение».

## Почётные звания
1. Лауреат государственной премии УССР в области науки и техники (1982).
2. Орден «За заслуги» III степени (2003).

## Основные научные труды
1. Триботехнические композиты с высокомодульными наполнителями. К., 1987.
2. Спекание вольфрамовых твердых сплавов в прецизионно контролируемой газовой среде. К., 1995.
3. Долговечность твердых сплавов при циклическом контактном сжатии // Сверхтвердые материалы. 1997, № 2.
4. Определение средних по объёму остаточных термических напряжений в фазах твердого сплава // Сверхтвердые материалы. 1998, № 3.
5. Production of tungsten-cobalt cemented carbides // Materials Technology. 2002. Vol. 17, No. 1.
6. Структурированные пористые композиционные материалы из крупнозернистых частиц карбида вольфрама WC, покрытых упругопластическими прослойками // Порошковая металлургия. Республиканский межведомственный сборник научных трудов. Белоруссия. 2012, № 35.
7. Recent researches on the metal-ceramic composites based on the decamicron-grained WC // Int. Journal of Refractory Metals and Hard Materials. 2013. Vol. 39, p. 18-31.
8. Влияние содержания кобальта на состояние карбидного скелета в спеченных среднезернистых сплавах системы WC-Co // Порошковая металлургия: Сб. трудов международного симпозиума. Минск, 2013.

53 авторских свидетельства;

23 патента;

4 монографии;

348 научных статей.